# Stoczek (powiat grajewski)
Stoczek – wieś w Polsce położona w województwie podlaskim, w powiecie grajewskim, w gminie Rajgród.
W latach 1975–1998 miejscowość należała administracyjnie do województwa łomżyńskiego.